# Ринхонеллиды
Ринхонеллиды (лат. Rhynchonellida) — отряд плеченогих из класса Rhynchonellata. 
Известковая раковина двояковыпуклая, ребристая с хорошо развитым синусом и седлом, арея узкая. 
Окаменевшие останки ископаемых ринхонеллид найдены в Северной Америке (США и Канаде). Известны с раннего ордовика, наибольшего разнообразия достигли в позднем палеозое. В мезозое их становится меньше, в кайнозое еще меньше. Несколько видов живут и в настоящее время. 

## Классификация
Отряд Rhynchonellida
- Надсемейство Ancistrorhynchoidea
  - Семейство Ancistrorhynchidae †
  - Семейство Niorhynicidae †
  - Семейство Oligorhynchiidae †
  - Семейство Sphenotretidae †
- Надсемейство Camarotoechioidea †
  - Семейство Camarotoechiidae †
  - Семейство Leiorhynchidae †
  - Семейство Septalariidae †
- Надсемейство Dimerelloidea
  - Семейство Dimerellidae †
  - Семейство Peregrinellidae †
  -  ? Семейство Cryptoporidae 
  -  ? Семейство Halorellidae †
- Надсемейство Hemithiridoidea
  - Семейство Cyclothyrididae †
  - Семейство Hemithirididae 
  - Семейство Notosariidae 
  - Семейство Tetrarhynchiidae †
  -  ? Семейство Septirhynchiidae †
  -  ? Семейство Triasorhynchiidae †
- Надсемейство Lambdarinoidea †
  - Семейство Lambdarinidae †
- Надсемейство Norelloidea
  - Семейство Frieleiidae 
  - Семейство Norellidae †
  - Семейство Tethyrhynchiidae 
  -  ? Семейство Ochotorhynchiidae †
- Надсемейство Pugnacoidea
  - Семейство Aseptirhynchiidae †
  - Семейство Basiliolidae 
  - Семейство Camerophorinidae †
  - Семейство Erymnariidae †
  - Семейство Ladogiidae †
  - Семейство Paranorellidae †
  - Семейство Petasmariidae †
  - Семейство Plectorhynchellidae †
  - Семейство Pugnacidae †
  - Семейство Rozmanariidae †
  - Семейство Yunnanellidae †
- Надсемейство Rhynchonelloidea †
  - Семейство Acanthothirididae †
  - Семейство Rhynchonellidae †
- Надсемейство Rhynchotrematoidea †
  - Семейство Leptocoeliidae †
  - Семейство Machaerariidae †
  - Семейство Orthorhynchulidae †
  - Семейство Phoenicitoechiidae †
  - Семейство Rhynchotrematidae †
  - Семейство Trigonirhynchiidae †
- Надсемейство Rhynchoporoidea †
  - Семейство Rhynchoporidae †
- Надсемейство Rhynchotetradoidea †
  - Семейство Prionorhynchiidae †
  - Семейство Rhynchotetradidae †
  - Семейство Tetracameridae †
  -  ? Семейство Austrirhynchiidae †
- Надсемейство Stenoscismatoidea †
  - Семейство Psilocamaridae †
  - Семейство Stenoscismatidae †
- Надсемейство Uncinuloidea †
  - Семейство Eatoniidae †
  - Семейство Glossinotoechiidae †
  - Семейство Hadrorhynchiidae †
  - Семейство Hebetoechiidae †
  - Семейство Hypothyridinidae †
  - Семейство Innaechiidae †
  - Семейство Obturamentellidae †
  - Семейство Uncinulidae †
- Надсемейство Wellerelloidea †
  - Семейство Allorhynchidae †
  - Семейство Amphipellidae †
  - Семейство Petasmatheridae †
  - Семейство Pontisiidae †
  - Семейство Sinorhynchiidae †
  - Семейство Wellerellidae †
- Rhynchonellida incertae sedis
  - Род Kallirhynchia †
  - Род Rhynchotreta †
  - Род Rostricellula †
  - Род Sphaerirhynchia †